# Rhodobryum leucocanthum
Rhodobryum leucocanthum är en bladmossart som beskrevs av Georg Ernst Ludwig Hampe 1874. Rhodobryum leucocanthum ingår i släktet rosmossor, och familjen Bryaceae. Inga underarter finns listade i Catalogue of Life.